# Onthophagus eschscholtzi
Onthophagus eschscholtzi är en skalbaggsart som beskrevs av Antoine Boucomont 1924. Onthophagus eschscholtzi ingår i släktet Onthophagus och familjen bladhorningar. Inga underarter finns listade i Catalogue of Life.